# 吕伯施泰特
吕伯施泰特是德国下萨克森州的一个市镇。总面积12.32平方公里，总人口750人，其中男性380人，女性370人（2011年12月31日），人口密度61人/平方公里。